# Melanagromyza occidentalis
Melanagromyza occidentalis är en tvåvingeart som beskrevs av Spencer 1969. Melanagromyza occidentalis ingår i släktet Melanagromyza och familjen minerarflugor. Inga underarter finns listade i Catalogue of Life.